# Davayé
Davayé är en kommun i departementet Saône-et-Loire i regionen Bourgogne-Franche-Comté i östra Frankrike. Kommunen ligger i kantonen Mâcon-Sud som tillhör arrondissementet Mâcon. År 2022 hade Davayé 680 invånare.

## Befolkningsutveckling
Antalet invånare i kommunen Davayé
| Referens: INSEE |